# Álvaro Ratón
Álvaro López Ratón (Carballino, Orense, Galicia, 29 de enero de 1993), conocido deportivamente como Ratón, es un futbolista español que juega en la posición de guardameta en el Ourense C. F. de la Primera Federación.

## Trayectoria
Ratón comenzó a jugar al fútbol en el Pabellón de Orense y el Arenteiro de Carballino, equipos del fútbol base de su provincia. A los catorce años fichó por la cantera del Valencia Club de Fútbol, conjunto en el que permanecería hasta el primer año de juveniles. Competiría también en edad de juvenil en la cantera del Deportivo de La Coruña y Montañeros, siendo estos dos últimos conjuntos con los que entraría en convocatorias del filial deportivista, y después del primer equipo montañero, sin llegar a debutar finalmente.
Ya alcanzada la categoría sénior, ficharía por el Arroyo de la Segunda División B de España, siendo el tercer portero del equipo, en el que tampoco llegaría a debutar. Así, en el mercado de invierno de 2013 recaló en el Algeciras, con el que por fin debutó esa temporada. A la siguiente campaña ficharía por el Real Betis "B". Con estos dos últimos conjuntos conseguiría ascender a Segunda B consecutivamente. Después formaría parte del Villanovense de Segunda División B, con el que llegaría a jugar una fase de ascenso a Segunda División (2015), cayendo eliminado en la primera ronda por el Bilbao Athletic. 
En verano de 2015 pasaría formar parte de la plantilla del Deportivo Aragón, filial del Real Zaragoza. Tras una temporada, el 15 de julio de 2016 renovó por tres años ya con ficha en el primer equipo como gran apuesta de futuro en la portería blanquilla.
Debutó en el primer equipo del Real Zaragoza el 7 de septiembre de 2016 en competición copera contra el Real Valladolid en el Estadio de La Romareda, partiendo como meta titular y disputando el encuentro en su totalidad, el cual acabaría con la derrota para el conjunto zaragocista por 1-2 y por tanto también cayendo eliminado de la Copa del Rey. El 23 de octubre del mismo año debutó en Segunda División, precisamente contra el mismo conjunto.
El 13 de enero de 2021 iba a hacerse oficial su cesión al Gimnàstic de Tarragona, pero esta se truncó debido a que René Román no pasó las pruebas médicas.
Tras siete temporadas en el Real Zaragoza, el 31 de mayo se despidió del club tras terminar su contrato. Entonces siguió su carrera en el Wisła Cracovia con el que firmó por un año. Esa temporada ayudó al equipo a ganar la Copa de Polonia y en julio de 2024 fichó por el Lamia F. C. griego.
El 20 de julio de 2025, después de esas dos experiencias en el extranjero, se unió al Ourense C. F.

## Clubes
| Club               | País    | Año       |
| ------------------ | ------- | --------- |
| Montañeros C. F.   | España  | 2011-2012 |
| Arroyo C. P.       | España  | 2012-2013 |
| Algeciras C. F.    | España  | 2013      |
| Betis Deportivo    | España  | 2013-2014 |
| C. F. Villanovense | España  | 2014-2015 |
| Deportivo Aragón   | España  | 2015-2016 |
| Real Zaragoza      | España  | 2016-2023 |
| Wisła Cracovia     | Polonia | 2023-2024 |
| Lamia F. C.        | Grecia  | 2024-2025 |
| Ourense C. F.      | España  | 2025-     |

## Palmarés

### Títulos nacionales
| Título          | Club           | País    | Año  |
| --------------- | -------------- | ------- | ---- |
| Copa de Polonia | Wisła Cracovia | Polonia | 2024 |